# Текила на разсъмване
„Текила на разсъмване“ (на английски: Tequila Sunrise) е американски романтичен криминален филм от 1988 г. на режисьора Робърт Таун по негов сценарий, с участието на Мел Гибсън, Мишел Пфайфър и Кърт Ръсел. Музиката е композирана от Дейв Грузин. Филмът е заснет на място в Манхатън Бийч, Калифорния. Премиерата на филма излиза по кината в Съединените щати на 2 декември 1988 г. в разпространение от „Уорнър Брос“.
Филмът получава номинация за „Оскар“ за най-добро операторско майсторство. Песента Surrender to Me в изпълнение на Ан Уилсън и Робин Зандър е включена в класацията „Билборд Хот 100“ под номер шест през 1989 г.

## Актьорски състав
- Мел Гибсън – Дейл „Мак“ Маккъсик
- Мишел Пфайфър – Джо Ан Валенари
- Кърт Ръсел – детектив-лейтенант Ник Фреша
- Рол Джулия – Комаданте Хавиер Ескаланте / Карлос
- Джей Ти Уолш – агент Хал Магуайър
- Гейбриъл Деймън – Коуди Маккъсик
- Ели Пуджет – Барбара
- Арлис Хауърд – Грег Линдроф
- Ари Грос – Анди Ленърд
- Даниел Закапа – Артуро, барман във „Валенари“ (кредитиран като Гарет Пиърсън)
- Бъд Бетикър – съдия Низетич
- Ан Мангусон – Шарлийн Маккъсик

## В България
В България филмът първоначално се издава на видеокасета от „Брайт Айдиас“ през 90-те години на XX век.
На 1 януари 2003 г. е излъчен за първи път по Канал 1 на Българската национална телевизия в сряда от 23:10.
На 1 април 2007 г. се излъчва по Нова телевизия в неделя от 22:30 ч.
През 2012 г. се излъчва и по каналите на „Би Ти Ви Медия Груп“.

### Дублажи
| Пост               | Име                                     |
| ------------------ | --------------------------------------- |
| Озвучаващи артисти | Нели Топалова Иван Танев Георги Новаков |

| Пост               | Име                                        |
| ------------------ | ------------------------------------------ |
| Озвучаващи артисти | Милена Живкова Васил Бинев Димитър Иванчев |